# Västprovinsen, Sri Lanka

Provinsens läge i Sri Lanka.

Västprovinsen (singalesiska: බස්නාහිර පළාත Basnahira Palata) är den mest tätbefolkade provinsen i Sri Lanka. Arealen är totalt 3 694,20 kvadratkilometer, och invånarantalet var 5 648 000 år 2006. Det gör en befolkningsdensitet på 1 529 inv./km². I Västprovinsen ligger huvudstaden Sri Jayawardenapura och den största staden Colombo.

## Administrativ indelning
Provinsen är indelad i de tre distrikten Colombo, Gampaha och Kalutara. I praktiken utgörs hela provinsen av Colombos storstadsområde, vars strukturplan för Colombo Metropolitan Region omfattar provinsens tre distrikt.